# The Phone
The Phone (더 폰?, Deo ponLR) è un film del 2015 scritto e diretto da Kim Bong-joo.

## Trama
Dopo l'omicidio dell'amata moglie Jo Yeong-soo, Ko Dong-ho cade in depressione; inaspettatamente, un misterioso campo magnetico gli permette tuttavia di tornare indietro nel tempo e di mettersi in contatto con Yeong-soo, consapevole di avere una nuova occasione per salvarla.